# Охота на Берию
«Охо́та на Бе́рию» — российский телевизионный сериал 2008 года (показан в марте 2009 года).
Продолжение телесериалов «Александровский сад» и «Александровский сад 2».

## Краткое содержание серий

### Первая серия
Вечером 1 марта 1953 года подполковник Алексей Казарин привозит на дачу Сталина важные документы из Кремля. Он и находит лежащего на полу своего кабинета Сталина. По приказу Берии на дачу запрещено впускать и выпускать людей. Казарин вынужден остаться на даче. Вскоре приезжает Берия и категорически запрещает охране вызывать врачей к умирающему вождю. Комендант дачи Круглов, нарушив приказ, посылает за доверенным врачом Сталина. Его должен привезти Кольцов. Но врача в этот же вечер убивают в аптеке люди помощника Берии — полковника Гараева.

### Вторая серия
Берия приезжает в дивизию Дзержинского и передает его командиру секретный план ввода войск в Москву 26 июня 1953 года. В тот же день в Кремле проходит закрытое совещание: Берия объявляет, что есть постановление об аресте генерала Василия Сталина. Берия в тайне опасается, что Василий расскажет кому-нибудь о секретном расстрельном списке членов Президиума ЦК КПСС, который подготовил и представил Берия вождю за месяц до его смерти.
Люди Гараева заняты поиском «Тарзана», Влада Кольцова. Британский «дипломат» Хартс шантажирует мать Алексея Анну. Через неё в он пытается передать в Кремль документы, свидетельствующие о том, что Берия — английский шпион. Узнав об аресте Василия Сталина, Казарин понимает, что надо найти доказательства причастности Берии к смерти Сталина… Гараев пытается привезти генерала Шапилина к Берии, но у того случился инфаркт.

### Третья серия
Домработница Шапилина, после визита слесаря, находит подслушивающие устройство, отдает маленького Мишу его отцу. Шапилин из больничной палаты, несмотря на тяжелое состояние, пишет записку Хрущеву и просит своего адъютанта её передать. Семья Казариных решают спрятать Мишу у Веры Чугуновой. Владимир Константинович забирает Таню с вокзала и привозит к отцу в больницу. Человек Гараева набирает в шприц смертельный состав и отдает дежурной медсестре, та идет делать укол Шапилину, но внезапное появление Тани спасает Шапилину жизнь. Майя рассказывает мужу, что Казарин приносил ей на экспертизу пустырник из 7-й аптеки. Кольцов догадывается, что Алексей что-то знает о причинах смерти Сталина и его врача…

### Четвёртая серия
Кольцов спасает Казарина от людей Гараева и рассказывает ему о том, что произошло вечером 1-го марта на даче у Сталина. Владимир Константинович передает отчет своего сына Хрущеву через его помощника. Но Никита Сергеевич требует предоставить ему более веские доказательства причастности Берии к смерти Сталина. Казарин, Кольцов с женой решают укрыться до утра в заброшенном складе на вокзале. Здесь они неожиданно встречаются с бандой, которой руководит безногий фронтовик, знакомый Кольцову.
Владимира Константиновича и Анну прячет у себя их бывший сосед Рачков, капитан речного трамвайчика. Нина Теймуразовна Берия приглашает в гости Веру с целью разузнать, где живёт Ляля, любовница её мужа…

### Пятая серия
Жених Ляли Игорь пытается убить её из охотничьего ружья, но попадается в руки Гараеву. После разговора с ним Игорь соглашается убить неверную возлюбленную и Берию в обмен на деньги и чистые документы, которые обещает ему Гараев. Ночью на катере Алексей с родителями разрабатывает план уничтожения людей Берии. На Кольцова нападают люди Гараева, но ему удаётся уйти от преследования.
Казарин с помощью Майи выманивает из аптеки Веремеенко и привозят его на соляные склады, где допрашивает его. Там Веремеенко пишет все, что он знает о провокации против Василия Сталина и делах Гараева. Майя с этим признанием отправляется на катер. Казарин дает инструкцию Веремеенко привести милицию к Нескучному саду в три часа дня. Казарин звонит Гараеву и назначает ему встречу в Нескучном саду, где должен появиться английский разведчик Хартс…

### Шестая серия
В перестрелке с милиционерами в Нескучном саду Гараев получает ранение и отлеживается на своей секретной базе. Берия отправляет к нему убийцу, но Гараеву там удается застрелить его первым. С базы он идет к Вере Чугуновой, где ждет Казарина. Тот приходит, чтобы навестить сына. Здесь Казарин и Гараев договариваются сообща действовать против общего врага.
Они находят Влада на Соляных складах. Вместе они придумывают план, как проникнуть в дом Берии и забрать из его сейфа план ввода войск в Москву. С помощью Веры им удаётся установить в доме Берии прослушивающее устройство. Проникнув в подвал дома Берии они слышат, как Берия дает приказ уничтожить Шапилина и его дочь Татьяну. Алексей мчится в больницу. Ему удаётся вывезти жену и тестя и отправить их на такси в Кремль. Но таксист бросает их на полпути и уезжает.
Гараев пробирается в кабинет Берии и вскрывает сейф. Там он находит план ввода войск в Москву. Незаметно в кабинет входит Кольцов. Он начинает понимать, что план не является главной целью Гараева. Целью являются номера секретных банковских счетов, в том числе и в зарубежных банках. Кольцов пытается задержать Гараева, но тому удается ускользнуть.

### Седьмая серия
Наконец-то Тане с Шапилиным удается добраться до Красной площади, спасение близко, но на площади их уже ждут люди Берии. Алексей появляется вовремя: он таранит машину этих людей. Подбегают сотрудники охраны Кремля, теперь Алексей, Таня и Шапилин в безопасности…
Жених Ляли Игорь приступает к выполнению задания Гараева, но Вера путает все планы: она, заметив стрелка на крыше, бежит к квартире Ляли и оттаскивает её от окна. Пуля Игоря убивает охранника Ляли.
Берия приезжает на заседание Президиума ЦК, на котором его арестовывают. Алексей Казарин и Шапилин стоят на площади и видят, как в наручниках выводят Берию…

### Восьмая серия
Нина Теймуразовна приходит к Ляле и просит её не давать показаний на суде против Берии.
Василий Сталин пишет Маленкову письмо, содержащее секретную информацию. Оставшиеся на свободе люди Берии опасаются, что Василий может рассказать о секретном расстрельном списке членов Президиума ЦК КПСС, в подготовке которого они участвовали. Они похищают маленькую дочку заместителя начальника тюрьмы и под угрозами её убить они заставляют его подослать убийцу к Василию Сталину.
Сотрудник тюрьмы Поляков сообщает Казарину, пришедшему за Василием и не нашедшего его, что Сталина содержат под фамилией Васильев, и ему угрожает смертельная опасность. Казарин и Кольцов придумывают план, как вытащить друга из тюрьмы. В итоге они приходят к мнению, что Кольцов должен сесть в ту же самую тюрьму.

### Девятая серия
Человек, подосланный убить Василия, находится в лазарете. Кольцов, чтобы попасть туда, затевает драку в камере. С сильными побоями его переводят в лазарет. Здесь он находит того человека и ночью убивает его.
Кольцов начинает мешать заместителю начальника тюрьмы, который в очередной раз помещает его в карцер. Туда же подсаживают уголовника, который ночью пытается его убить. Зам.начальника тюрьмы организовывает встречу Майи с мужем. Прослушивающим их разговор становится ясно: Влад оказался в тюрьме не случайно, и существует план по спасению Василия Сталина. Влад и Алексей понимают — времени на раздумья нет, действовать надо быстро. План уже почти выполнен, но Вася отказывается бежать. Влад и Казарин уходят одни. Через 6 месяцев Берию расстреляют.

## В ролях
- Вячеслав Гришечкин — Лаврентий Берия, Маршал Советского Союза,Министр внутренних дел СССР
- Дмитрий Жулин — Алексей Казарин, подполковник МГБ, помощник Коменданта Кремля
- Ксения Кузнецова — Татьяна Казарина, жена Алексея Казарина
- Александр Макагон — Владлен Викторович Кольцов
- Глафира Тарханова — Майя Кольцова
- Александр Баринов — полковник Егоров, правая рука Берии
- Егор Баринов — Игорь
- Анна Гарнова — Ляля Соловьёва
- Андрей Гусев — Василий Сталин, друг Алексея и Татьяны
- Валерий Поляков — Иосиф Сталин
- Николай Точилин — маршал Иван Конев
- Андрей Железный — Маленков
- Владимир Дубровский — Альфер
- Марина Есипенко — Анна Сергеевна Татищева-Казарина,мать Алексея
- Валерий Жаков — Пётр Савич Шапилин, генерал-лейтенант, комендант кремля, отец Татьяны, тесть Казарина
- Нина Курпякова — Антонина
- Михаил Леонцев — Николай
- Юрий Маслак — Бойко, заместитель Егорова
- Евгений Меньшов — Владимир Константинович Казарин, майор, зам.начальника Гаража особого назначения, отец Алексея
- Игорь Мещерин — Сердюков
- Ия Нинидзе — Нино Теймуразовна Гегечкори, жена Лаврентия Берии
- Дмитрий Персин
- Роман Печерский
- Юлия Пожидаева — Вера Чугунова
- Александр Расстригин — Поляков, сотрудник МГБ
- Карина Романова — Любаша, медсестра
- Олег Соколовский — Юргин
- Павел Сухов — врач Василия Сталина
- Эдуард Флёров — полковник Вячеслав Гараев
- Алексей Шемес — Хайдаров
- Максим Юдин — Миша Казарин, сын Алексея и Татьяны
- Александр Числов — банщик[2]